# Kleine Katze Chi
Kleine Katze Chi (jap. チーズスイートホーム, Chīzu Suīto Hōmu für Chi’s Sweet Home) ist ein Manga von Konami Kanata, der zwischen 2004 und 2015 in Japan erschien. Er wird seit 2008 als Anime-Fernsehserie umgesetzt. Der Manga erzählt vom Alltag der Hauskatze Chi.

## Handlung
Ein kleines grauweißes Kätzchen mit schwarzen Streifen spaziert mit seiner Mutter und seinen zwei Geschwistern unbeschwert in der Gegend herum. Da verliert das Kätzchen seine Familie und verläuft sich nach langem Suchen schließlich ganz. Traurig trifft es den kleinen Jungen Yohei und dessen Mutter, und die beiden nehmen das Kätzchen mit nach Hause. Doch ihre Vermieterin erlaubt keine Haustiere, und deswegen sucht die Mutter nach einer geeigneten Unterkunft für das Kätzchen, was sich jedoch als schwierig herausstellt. So vergisst das Kätzchen seine Familie immer mehr und schließt seine neue Umgebung immer mehr ins Herz. Auch Yohei und dessen Eltern haben das Kätzchen gern, obwohl es überall hinpinkelt, außer in das dafür vorgesehene Katzenklo. Auch der kleine Sohn der Familie hat noch Probleme, allein die Toilette zu benutzen. Muss er mal, läuft er durch die Wohnung und alarmiert die Eltern, indem er „Chii!“ ruft; ein geläufiger Ausdruck von Kleinkindern in Japan für „Pipi!“. Das Kätzchen denkt daraufhin, dass es von dem kleinen Jungen gerufen wird, und erhält schon bald den Namen Chi.

## Veröffentlichungen
Der Manga erscheint Anfang 2004 (Ausgabe 6/2004) wöchentlich als Fortsetzungsgeschichte im japanischen Manga-Magazin Morning, dessen Zielgruppe Erwachsene sind und in dem auch schon der Katzen-Manga What's Michael? erschien. Von Juli 2014 bis April 2015 pausierte der Manga. Im Juni 2015 wurde die Serie beendet. Kleine Katze Chi wurde vom Kōdansha-Verlag auch in insgesamt zwölf Taschenbüchern verlegt. Diese waren kommerziell erfolgreich und haben sich über 700.000 mal verkauft. Die einzelnen Kapitel sind alle unter zehn Seiten gehalten, weshalb ein Taschenbuch ungefähr 20 Kapitel umfasst. Die Kapitel in den Taschenbüchern sind vollkommen in Farbe, während der Manga im Morning nur in Schwarzweiß erscheint.
Auf Deutsch brachte der Carlsen Verlag den Manga zwischen Juni 2014 und Juli 2017 komplett heraus. Ab 2010 veröffentlichte der Verlag Vertical Chi’s Sweet Home in den USA. Glénat brachte die Serie auf Französisch heraus, Planet Manga auf Italienisch, Beijing World Publishing in der VR China und Sharp Point Press auf Taiwan.
Eine Fortsetzung des Mangas, geschrieben und gezeichnet von Kinoko Natsume, erschien seit März 2017 bis 2018 unter dem Titel Kyō no Koneko no Chi (今日のこねこのチー) bei Kōdansha. Die Serie wurde auch in vier Sammelbänden herausgegeben. Eine deutsche Übersetzung wurde von Juli 2020 bis Mai 2021 als Süße Katze Chi: Chi's Sweet Adventures von Carlsen herausgegeben. Vertical bringt den Manga auf Englisch heraus.

## Anime
Das Animationsstudio Madhouse produzierte unter der Regie Mitsuyuki Masuharas eine Anime-Fernsehserie auf Basis des Mangas. Das Charakterdesign wurde entworfen von Akemi Kobayashi. Die Folgen haben eine Länge von drei Minuten. Den Folgen geht ein Vorspann voraus, dessen Lied Ouchi ga ichiban (おうちがいちばん, dt. „Zuhause ist es am besten“) von Satomi Kōrogi gesungen wurde. Die Serie wurde vom 31. März 2008 bis zum 26. September 2008 montags bis donnerstags durch die japanischen Fernsehsender TV Tokyo und TV Ōsaka ausgestrahlt.
Von 30. März bis 25. September 2009 wurde eine 2. Staffel namens Chi’s New Address (チーズスイートホーム あたらしいおうち, Chīzu suīto hōmu atarashii ouchi, dt. „Chi’s Sweet Home: Ein neues Zuhause“) ausgestrahlt, die ebenfalls 104 Folgen umfasste.
Am 23. April 2010 erschien eine 13-minütige OVA namens Chi’s Sweet Home: Chi to Kocchi, Deau. (チーズスイートホーム チーとコッチ,出会う., dt. „Chi’s Sweet Home: Chi trifft Kocchi.“) zusammen mit dem 7. Band des Mangas.
Seit dem 2. Oktober 2016 läuft eine neue 12-minütige 3D-CGI-Animeserie namens Kleine Katze Chi (こねこのチー ポンポンらー大冒険, Koneko no Chi Ponponra Daibōken) auf TV Tokyo. Am Tag der Ausstrahlung der jeweiligen Folgen wird die Serie mit deutschen und englischen Untertiteln auf Amazon Video im deutschsprachigen Raum und in Großbritannien verfügbar gemacht.

### Synchronisation
| Rolle             | Japanischer Sprecher (2008) (Seiyū) | Japanischer Sprecher (2016) |
| ----------------- | ----------------------------------- | --------------------------- |
| Chi               | Satomi Kōrogi                       | Satomi Kōrogi               |
| Yōhei Yamada      | Etsuko Kozakura                     | Ryoko Shiraishi             |
| Kento Yamada      | Hidenobu Kiuchi                     | Makoto Yasumura             |
| Miwa Yamada       | Noriko Hidaka                       | Maaya Sakamoto              |
| Kuroino/Kuro Neko | Kiyoyuki Yanada                     | Rikiya Koyama               |
| Kocchi            | -                                   | Motoko Kumai                |
| Chis Mutter       | -                                   | Noriko Hidaka               |
| Kanrinin-san      | Mami Horikoshi                      | Ikumi Sato                  |
| Ten'in            | Ai Horanai                          | -                           |
| Kuros Besitzer    | Yukihiro Misono                     | -                           |
| Juri              | Ikumi Sato                          | Mariya Ise                  |
| Juris Mutter      | Kaori Yagi                          | -                           |
| Alice             | Yu Shimamura                        | -                           |
| David             | Mayumi Yamaguchi                    | -                           |
| Saori Ijuin       | Tomoko Nakamura                     | -                           |
| Mayu              | Tae Okajima                         | -                           |
| Ryu               | Hinako Sasaki                       | -                           |
| Tama              | Miki Nagasawa                       | -                           |